# سهير أياد
سهير أياد ممثلة عراقية ولدت في بغداد، العراق في (22 أكتوبر 1966) ذاعت شهرتها في الثمانينيات وبداية التسعينات، وهي من عائلة فنية حيث والدها كاتب البرامج العراقي أياد البلداوي الذي قضى أكثر من نصف قرن في الفنون التمثيلية والإذاعية والمقيم في أمريكا، وشقيقها نصرت أياد الذي عرفه العراقيين فناناً صغيراً في برامج الأطفال والدراما التلفزيونية وهو الآن طبيب وعازف كيتار يقيم في بريطانيا.
تعتبر سهير أياد من أهم الفنانات والممثلات العراقيات بسبب ما كان لها من حضور في أهم الأعمال الدرامية التلفزيونية خلال حقبة الثمانينيات ومنتصف التسعينات من الزمن ومنها مسلسل (نادية)، عنفوان الأشياء، ومسلسل (ذئاب الليل)، ومسلسل (المسافر) الذي أدت فيه دور البطولة إلى جانب كاظم الساهر بظهوره الأول والأخير على شاشة التلفزيون حيث لعبت سُهير أياد دور بَطلة المسلسل (نماء) ابنة عم وحَبيبة بَطل المسلسل، وغنى لها الساهر بالمسلسل وهي(محروس من عين البشر).
على خشبة المسرح قدمت مسرحية (قصة حب معاصرة) مع الفنان جواد الشكرجي في بداية التسعينات التي تعتبر من أهم ادوارها المسرحية التي حصلت من خلالها على جوائز مختلفة في مهرجانات دولية عديدة.

## اعتزالها
ابتعدت سهير أياد عن الشاشة منتصف التسعينات، ثم غادرت العراق بنهاية ذلك العقد، وتقيم حالياً في الأردن مع زوجها وأولادها.